# Campeonato Mundial de Vóley Playa de 2025
El XV Campeonato Mundial de Vóley Playa se celebrará del 14 al 23 de noviembre de 2025 en Adelaida (Australia), bajo la organización de la Federación Internacional de Voleibol (FIVB) y la Federación Australiana de Voleibol.